# لم يعد بشرا
لم يعد بشرا (باليابانية: 人間失格، بالروماجي: Ningen Shikkaku) رواية يابانية للكاتب أوسامو دازاي، نُشرت بعد الروايتين Run,melos والشمس الغاربة (The Setting Sun) .
تعتبر هذه الرواية التحفة الفنية لدازاي حيث احتلت المرتبة الثانية لافضل الروايات مبيعًا في اليابان بعد رواية ناتسومي سوسكي Kokoro (القلب)' '
أما الترجمة الحرفية للعنوان، التي ناقشها دونالد كين في مقدمته للترجمة الإنجليزية، فهي «غير مؤهل من أن يكون إنسانًا». وتتضمن الرواية، التي تروى في شخصها الأول، عدة عناصر تصور أساسا للسيرة الذاتية، مثل الانتحار، وهو موضوع متكرر في حياة المؤلف. ويعتقد كثيرون أن الكتاب كان وصيته، حيث أخذ دازاي حياته الخاصة بعد وقت قصير من نشر الجزء الأخير من الكتاب (الذي ظهر في شكل متسلسل).
اعتباراً من 1 يناير 2019، أصبح الكتاب ملكية عامة.

## القصة
تتحدث الرواية عن اوبا يوزوز، وهو رجل مضطرب غير قادر على الكشف عن ذاته الحقيقية للآخرين، وبدلا من ذلك اضطر لتزييف واجهة جوفاء لنقاط ضعفه.
تتكون الرواية من ثلاثة فصول، أو "مذكرات "، التي تؤرخ حياة أوبا من مرحلة الطفولة المبكرة إلى أواخر العشرينات.
- المذكرة الأولى:

تغلّب عليها شعور قوي بالغرابة والجفاء ويجد أنه من المستحيل تقريباً فهم أولئك الذين يحيطون به والذين يعيشون في أنانية وعقيدة سيئة، حيث لا يمكن لأوبا إلا أن يلجأ إلى التهريج من أجل إقامة علاقات بين الأشخاص.
وقد تعرض للاعتداء الجنسي من قبل خادم ذكر وخادمة أنثى أثناء طفولته، ولكنه قرر أن الإبلاغ عنه سيكون عديم الفائدة.
- المذكرة الثانية:

يزداد قلق أوبا بشأن احتمال اختراق واجهته المبهجة من قبل زميله في المدرسة تاكيشي، الذي يرى من خلال هرجه الكاذب. وأوبا يصادق تاكيتشي لمنعه من الكشف عن سره. كما يُري تاكيشي اللوحات الأشبه بالأشباح لأميديو موديلياني، ويدرك أن بعض الفنانين يعبرون عن الحقيقة الداخلية للقسوة البشرية من خلال الصدمات النفسية الخاصة بهم.
أوبا يرسم صورة ذاتية مستوحاة من هؤلاء الفنانين، وهي مروعة لدرجة أنه لا يجرؤ على إظهارها لأي شخص باستثناء تاكيتشي، الذي يقدر الصورة.
و يهمل دراساته الجامعية، خوفاً من الحياة الجماعية. وتأثيراً بزميله الفنان، هوريكي، الذي يلتقي به في صف الرسم، ينحدر أوبا إلى نمط فاسد من الشرب، والتدخين، والبغاء والذي يبلغ ذروته في علاقة عابرة مع امرأة متزوجة يحاول معها الانتحار المزدوج بالغرق. وعلى الرغم من أنه ينجو، فإنها تموت، ولا تترك له شيئاً غير الشعور المؤلم بالذنب.
- المذكرة الثالثة، الجزء الأول :

يُطرد أوبا من الجامعة، ويصبح تحت رعاية صديق للعائلة. يحاول أن يكون على علاقة طبيعية مع أم وحيدة، بمثابة أب بديل لطفلتها الصغيرة ولكن يتخلى عنهم لصالح العيش مع سيدة الحانة التي كان يتردد إليها. ومنذ ذلك الحين يحاول أن يصدق معنى المجتمع بالنسبة للفرد هو الهروب من الخوف من الإنسانية. وهو يشرب بكثرة، مستلهماً من رباعيات عمر الخيام. وفي وقت لاحق، يدخل في علاقة مع يوشيكو، وهي امرأة شابة وساذجة تريد منه أن يتوقف عن الشرب.
وتنتهي القصة مع فصلين آخرين، أقصر، من وجهة نظر مراقب محايد، الذي يرى ثلاث صور لأوبا ويتعقب في نهاية المطاف إحدى الشخصيات المذكورة في الدفاتر التي عرفته شخصيا.
يشير أوبا إلى نفسه في جميع أنحاء الكتاب باستخدام الضمائر الانعكاسية «جيبون» (Jibun 自分)، في حين أن الضمائر الشخصية «واتاشي» (私 Watashi) تستخدم في كل من مقدمة الكتاب وخاتمته من قبل الكاتب، الذي لا يكون اسمه واضحاً. اسم «أوبا» مأخوذ في الواقع من أحد أعمال دازاي المبكرة، «بتلات من التهريج» (道化の華).

## اقتباسات
تم اقتباس الرواية إلى عدة أعمال ومنها

### فيلم
تم تحويل الرواية إلى فيلم في عام 2009، في الذكرى السنوية المئة لولادة دازاي. والفيلم من إخراج Genjiro Arato (جينجيرو اراتو)، المنتج المسؤول عن الفيلم الحائز على جائزة Zigeunerweisen في العام 1980. وبدأالتصوير في شهر يوليو، وأفرج عنه في 20 فبراير 2010.
الفيلم من بطولة توما ايكوتا (Toma Ikuta) بدور أوبا يوزو، الشاب الذي يجد صعوبة في التواصل مع العالم من حوله، حيث التجأ إلى الأقنعة لاخفاء الشعور بالاغتراب مع سلوك بشوش. ومع ذلك، حياته انزلقت نحو التدمير الذاتي. قامت الممثلةساتومي إيشيهارا بلعب دور واحدة من العديد من النساء في حياته، والوحيدة التي تزوجها.
وقد تم تسويق الفيلم خارج اليابان تحت عنوان ملاك ساقط.

### أنمي
اقتباس آخر من القصة كان في الحلقات الأربع الأولى من سلسلة الأنمي الأدب الأزرق الذي تم إصداره في عام 2009. وفاز الأنمي بالجائزة البلاتينية الكبرى في مهرجان المستقبل في إيطاليا. إضافة إلى الأنمي الجاري عرضه بونغو ستراي دوغز حيث يضم شخصية تحمل اسم أوسامو، فضلا عن الاقتباسات المختلفة من الرواية.

### مانجا
كتب أوسامارو فورويا ثلاثة نسخ مانجا من (لم يعد بشرًا)، السلسلة الأولى نشرت عن طريق Shinchosha في مجلة Comic Bunch.

## تخمينات
اقترح أحد المحللين المعاصرين أن دازاي كان يعاني اضطرابات إجهاد معقدة في مرحلة ما بعد الصدمة عندما كتب الكتاب. .